# Marta Bunge
Marta Irene Cavallo (Buenos Aires, 31 de octubre de 1938 – Brooklyn, Nueva York, 25 de octubre de 2022), más conocida con su apellido de casada como Marta Bunge, fue una matemática argentino-canadiense especializada en teoría de categorías, reconocida por su trabajo en cálculo sintético de variaciones y topología diferencial sintética. Fue profesora emérita de la Universidad McGill.

## Inicio y carrera
Era hija de Ricardo Cavallo, ingeniero civil, y María Teresa de Cavallo. Fue la mayor de tres hermanas. Al terminar el secundario quiso estudiar filosofía en la Universidad de Buenos Aires, pero su familia no la dejó, por lo que estudió en la Escuela Normal Nacional. Decidida a profundizar sus estudios, asistió como oyente al curso de «Filosofía de la Ciencia» impartido por Mario Bunge en la Facultad de Filosofía y Letras de la Universidad de Buenos Aires. Allí lo conoció, y a pesar de que el era un hombre casado, la reticencia de Marta y la negativa de su familia, se casaron en 1958, siendo la segunda esposa de Mario Bunge.
Al año siguiente, Marta terminó su licenciatura en Filosofía; y luego se anotó en la Universidad de Buenos Aires para estudiar la licenciatura en matemáticas. En el periodo 1960-1961, Mario Bunge fue invitado como profesor visitante en la Universidad de Pensilvania. Ante esto, Marta solicitó realizar los estudios de posgrado allí, siendo aceptada. Volvieron a la Argentina al año siguiente, pero poco después, a medida que la situación política en el país iba deteriorándose, decidieron abandonar el país en 1963.
Años más tarde, Marta obtuvo una maestría en Matemática en 1964, y doctorado en la Universidad de Pensilvania en 1966. Su tesis, titulada "Categories of Set Valued Functors", fue dirigida por Peter J. Freyd y William Lawvere. Cuando le ofrecieron un puesto de investigación postdoctoral en McGill en 1966, su esposo la acompañó allí, y posteriormente permanecieron en Canadá. Se incorporó como profesora adjunta en McGill en 1969, fue ascendida a profesora titular en 1985 y se jubiló como profesora emérita en 2003.
Falleció el 25 de octubre de 2022 en Brooklyn (Nueva York). Su biblioteca personal compuesta por más de 800 libros fue donada por sus hijos al Instituto de Matemáticas y Estadísticas de la Universidad de São Paulo.

## Vida personal
Marta se casó con Mario Bunge, un físico y filósofo argentino reconocido mundialmente. Ellos tuvieron dos hijos, Eric, un arquitecto que trabaja en Nueva York, y Silvia, una neurocientífica cognitiva en Universidad de California en Berkeley. Además de dedicar su vida a la matemática, era apasionada por la música clásica, la literatura, el cine, la historia, los asuntos mundiales y viajar.